# Turistická značená trasa 6048
Turistická značená trasa 6048 je žlutě vyznačená 11,5 kilometru dlouhá pěší trasa Klubu českých turistů vedená z Přední Kopaniny přes část Tuchoměřic, Statenice a Úholičky na Žalov v Roztokách.

## Popis trasy
Od zastávky MHD vychází trasa severozápadním směrem. Na rozcestí Svatá Juliána zabočí na severozápad a podél Kopaninského a Únětického potoka, dvou pramenů (Tajemná studánka a Pod javorem) a bývalého Kopanského (Kopaninského) mlýna dojde do Statenic. Za sochou svatého Jana Nepomuckého se setká s modře značenou trasou vedoucí od Okoře a vydá se s ní na severovýchod do Černého Vola. Odtud vede severně do Úholiček, za zámkem zabočí na východ a s naučnou stezkou Rozhlédni se člověče a se zeleně značenou trasou dojde k odbočce k hradišti na vrchu Řivnáč. Odtud pokračuje do Levého Hradce. Severozápadním směrem sestoupí do údolí k Vltavě, kde u zastávky Žalov na železniční trati 090 z Prahy do Kralup končí.
Na cestě se trasa potkává s cyklostezkami 0078 a 0082.
| Km   | Místo                 | Navazující a křižující trasy | Nadm. výška |
| ---- | --------------------- | ---------------------------- | ----------- |
| 0    | Přední Kopanina (bus) |                              |             |
| 1,5  | Sv. Juliána           | 0018                         |             |
| 4    | Statenice             | 1006                         |             |
| 5,5  | Černý Vůl             | 1006                         |             |
| 7    | Úholičky (bus)        |                              | 248 m       |
| 7,5  | Švestkovna, altán     | 3087                         | 260 m       |
| 9,5  | Řivnáč (hradiště)     | 3087                         | 286 m       |
| 10,5 | Levý Hradec           | 3087                         |             |
| 11,5 | Roztoky-Žalov (žst)   |                              |             |

## Zajímavá místa
- Kostel svaté Máří Magdaleny (Přední Kopanina)
- Lípa svobody - památný strom
- Přední Kopanina (tvrz) a Jezuitský dvůr
- Kopaninský potok – přítok Únětického potoka
- Únětický potok
- Kopanský mlýn
- Statenice (zámek)
- Úholičky (zámek)
- hradiště Řivnáč (řivnáčská kultura) – archeologické naleziště na vrchu Řivnáč
- Kostel svatého Klimenta (Levý Hradec)
- Levý Hradec

Mimo trasu
- Opukový lom u Přední Kopaniny

## Veřejná doprava
Cesta začíná u zastávky MHD Přední Kopanina. Vede přes zastávky PID Statenice, Statenice-U kovárny, Úholičky a Roztoky-Levý Hradec. Končí u železniční stanice Roztoky-Žalov.